# 北潦河
北潦河，是中国长江流域的一条河流，汇入潦河，属于修水水系。河长45千米，流域面积1524平方千米，多年平均流量44立方米每秒。自然落差991米。水能理论蕴藏量3万千瓦。